# Santa Maria Madre della Misericordia
Santa Maria Madre della Misericordia är en kyrkobyggnad i Rom, helgad åt Jungfru Maria som Barmhärtighetens Moder. Kyrkan är belägen vid Via dei Gordiani i quartiere Prenestino-Labicano och tillhör församlingen Santa Maria Madre della Misericordia.
Kyrkan förestås av stiftspräster.

## Historia
Kyrkan uppfördes i början av 1950-talet efter ritningar av arkitekten Tullio Rossi. Den enkla fasaden kröns av en Mariastaty. Över högaltaret hänger ett stort krucifix.

## Kommunikationer
- Tunnelbanestation – Roms tunnelbana, linje  Teano
- Tunnelbanestation – Roms tunnelbana, linje  Gardenie
- Busshållplats – Roms bussnät, linje 412